# Ланцов, Евгений Юрьевич
Евгений Юрьевич Ланцов — российский театральный режиссёр. Автор более ста сорока постановок в театрах Екатеринбурга, Кемерова, Красноярска, Челябинска, Перми, Москвы и других городов России. В разные годы руководил драматическими театрами Челябинска, Екатеринбурга, Кемерова, Абакана, Кирова.

## Биография
Родился в г. Кронштадт Ленинградской области в 1958 г.
Театральные критики, представители прессы и зрительская аудитория отмечают спектакли Евгения Ланцова, поставленные по классическим текстам («Антигона» Ж. Ануя, «Дядя Ваня» А. Чехова", «Пигмалион» Б. Шоу), так и по современной драматургии («Скользящая Люче» Л. С. Черняускайте, «Марьино поле» О. Богаева, «Шут Балакирев» Г. Горина, «Русский и литература» М. Осипова" и др.).
Свою работу в Русском республиканском драматическом театре имени М. Ю. Лермонтова Евгений Юрьевич начал с лабораторного проекта «Новая драма в Хакасии», целью которого являлось знакомство театра с современной драматургией и обновление репертуара, основными задачами — поиск и привлечение нового, в частности, молодого зрителя, повышение имиджа театра в Республике Хакасия, раскрытие творческих возможностей труппы. Будучи главным режиссёром театра, Евгений Юрьевич подал идею проекта лаборатории театра для детей «Сказки народов мира», основной задачей которой было воспитание молодого поколения и привлечение в театр семейной аудитории. Также под его началом открылся проект «Театральные уроки для школьников», знакомящий учащихся Хакасии с классическим литературным наследием. Оба детских проекта нацелены на культивацию активного зрительского ресурса. Среди спектаклей Е. Ю. Ланцова, поставленных в Русском театре имени М. Ю. Лермонтова, наибольшее внимание привлёк к себе спектакль «Русский и литература», получивший приглашение на участие в проекте «Новая пьеса» Российской национальной театральной премии и фестиваля «Золотая маска-2014». Критик Кристина Матвиенко в своей статье «Код известен» пишет, что 

 «Абаканский „Русский и литература“, поставленный режиссёром более старшего поколения, стал примером того, как театр, обходя роковую зону „энтертейнмента“, предлагает зрителю конкретный разговор о сегодняшних социальных и экзистенциальных вопросах» — http://www.dnk-theatre.ru/ru/archive/press2013.html
В период работы художественный руководитель Кировского областного драматического театра Евгений Ланцов поставил 12 спектаклей для взрослой и детской аудитории, среди них — «Земля Эльзы» Я. Пулинович с народной артисткой РФ Натальей Исаевой в главной роли, «Марьино поле» О.Богаева, «Гроза» А. Н. Островского, «Фальшивая нота» Д.Карона при участии Вятского симфонического оркестра, «Наш городок» Т.Уайдлера. Притча «Марьино поле» стала участником II Межнационального театрального фестиваля «Сообщение» в Кудымкаре, V Международного театрального фестиваля «История государства Российского. Отечество и судьбы» в Ульяновске, получила множество зрительских отзывов. Театровед и театральный критик Нина Карпова оценила постановку:
«Спектакль Евгения Ланцова „Марьино поле“ получился интересный, любопытный и очень смелый. Мне понравились выразительные средства, каким образом решено пространство».
- https://cultura.kirovreg.ru/novosti/3874-moskovskij-teatralnyij-kritik-nina-karpova-vyisoko-oczenila-spekt?template=50

Спектакль «Гроза» в постановке Евгения Ланцова также получил признание театральной общественности. Театральный критик Ольга Галахова отозвалась о спектакле:
«Гроза» в постановке художественного руководителя театра Евгения Ланцова — спектакль не о любви и не о «тёмном царстве». Это драма о совести, о душе, о грехе". 
- https://culture.admkirov.ru/news/teatralnyy-kritik-olga-galakhova-otsenila-spektakli-kirovskogo-dramaticheskogo-teatra.html#ad-image-0
По итогам VIII Всероссийского фестиваля «Старейшие театры России в Калуге» (2021 г.) драма «Гроза» была удостоена трёх дипломов: актриса Анна Васильева получила диплом «За лучшую женскую роль второго плана» (роль Варвары), Елена Некрасова — диплом «За чистоту и ясность исполнения роли Катерины», Артем Ефимов — диплом «За неординарное решение роли Тихона».
С 2019 по 2021 годы совместно с Вятским государственным университетом Евгений Юрьевич реализовал несколько проектов: Международные культурные акции «Ночь музеев» и «Ночь искусств», художественно-просветительский интенсив «Механика памяти», проект «Память как пространство творчества. Художественно-просветительский интенсив для школьников и студентов по популяризации православного наследия региона» при поддержке Международного грантового конкурса «Православная инициатива — 2021». Под руководством Евгения Ланцова театр выпустил спектакли по русской классике для учащихся, такие как «Уроки французского» В.Распутина и «Судьба человека» М.Шолохова.

## Спектакли
1996
1. Н. Скороход «Дым четверга» Няганский детский музыкально-драматический театр (Няганский ТЮЗ)
2. А. Касона «Дикарь» Тобольский государственный драматический театр имени П. П. Ершова
1999
3. Х. К. Андерсен «Снежная королева» Тобольский государственный драматический театр имени П. П. Ершова
4. Ж. Ануй «Антигона» Новый художественный театр (Челябинск)
2001
5. М. Фриш «Биография» Лысьвенский театр драмы имени А. Савина
2002
6. Н. Коляда «Персидская сирень» Лысьвенский театр драмы имени А. Савина
7. М. Горький «Последние» Лысьвенский театр драмы имени А. Савина
2003
8. М. Ладо «Очень простая история» Кемеровский областной драматический театр имени А. В. Луначарского
9. Г. Горин «Шут Балакирев» Кемеровский областной драматический театр имени А. В. Луначарского
2004
10. Л. Черняускайте «Скользящая Люче» Кемеровский областной драматический театр имени А. В. Луначарского
11. В. Сологуб, П. Каратыгин «Беда от нежного сердца» Кемеровский областной драматический театр имени А. В. Луначарского
12. А. Дударев «Вечер» Камерный театр (Екатеринбург) Музея писателей Урала
2005
13. Б. Шоу «Пигмалион» Камерный театр (Екатеринбург) Музея писателей Урала
14. Э. Олби «Завтра было вчера» Свердловский государственный академический театр драмы
2006
15. А. Чехов «Дядя Ваня» Камерный театр (Екатеринбург) Музея писателей Урала
16. Д. Патрик «Странная миссис Сэвидж» Свердловский государственный академический театр драмы
17. А. Казанцев «Старый дом» Новый драматический театр (Москва)
2007
18. А. Сухово-Кобылин «Свадьба Кречинского» Камерный театр (Екатеринбург) Музея писателей Урала
2008
19. В. Сологуб, В. Танеев «Беда от нежного сердца» Камерный театр (Екатеринбург) Музея писателей Урала
20. В. Танеев «Свет мой, зеркальце» Камерный театр (Екатеринбург) Музея писателей Урала
21. А. Богачёва «Учиться, учиться, учиться…» Челябинский государственный молодёжный театр
2009
21. А. Арбузов «Сказки старого Арбата» Камерный театр (Екатеринбург) Музея писателей Урала
22. А. Островский «Волки и овцы» Камерный театр (Екатеринбург) Музея писателей Урала
23. Е. Шварц «Снежная королева» Пермский академический Театр-Театр
2010
24. А. Козырев «Да здравствует любовь!» («Сильва») Тобольский государственный драматический театр имени П. П. Ершова
25. А. Арбузов «Старомодная комедия» Камерный театр (Екатеринбург) Музея писателей Урала
26. А. Пушкин «Сказка о мёртвой царевне и семи богатырях» Челябинский государственный молодёжный театр
27. М. Вишник «История медведей панда, рассказанная одним саксофонистом, у которого была подружка во Франкфурте» (эскиз спектакля) Русский республиканский драматический театр имени М. Ю. Лермонтова
28. Я. Пулинович «Над Ё-бургом по Млечному пути» (эскиз спектакля) Новый художественный театр (Челябинск)
2011
29. С. Пелтола «Маленькие деньги» Русский республиканский драматический театр имени М. Ю. Лермонтова
30. О. Богаев «Марьино поле» Новый художественный театр (Челябинск)
31. И. Вырыпаев "Танец «Дели» (эскиз спектакля) «Центр современной драматургии в Челябинске»
32. Ж. Гальсеран «Метод Грёнхольма» (эскиз спектакля) «Центр современной драматургии в Челябинске»
33. А. Яблонская «Язычники» (эскиз спектакля) «Центр современной драматургии в Челябинске»
2012
34. Н. Коляда «Всеобъемлюще» Русский республиканский драматический театр имени М. Ю. Лермонтова
35. Д. Привалов «Пять-двадцать пять» Русский республиканский драматический театр имени М. Ю. Лермонтова
36. А. Молчанов «МотоZикл» («Убийца») Русский республиканский драматический театр имени М. Ю. Лермонтова
37. Н. Мошина «Остров Рикоту» Русский республиканский драматический театр имени М. Ю. Лермонтова
38. А. Сарамонович «Тестостерон» Кемеровский областной драматический театр имени А. В. Луначарского
39. М. Осипов «Русский и литература» Русский республиканский драматический театр имени М. Ю. Лермонтова
40. Д. Богославский «Любовь людей» Русский республиканский драматический театр имени М. Ю. Лермонтова
2013
41. В. Мухарьямов «В тени виноградника» Минусинский драматический театр
42. А. Островский «Волки и овцы» Русский республиканский драматический театр имени М. Ю. Лермонтова
43. В. Гуркин «Саня, Ваня, с ними Римас» Кемеровский областной драматический театр имени А. В. Луначарского
44. Н. Рудковский «Великое переселение уродов» (эскиз спектакля) Русский республиканский драматический театр имени М. Ю. Лермонтова
45. К. Ладвиг «Одолжите тенора» («Звёздный час») Русский республиканский драматический театр имени М. Ю. Лермонтова
46. В. Танеев «Как спасти Царевну» Русский республиканский драматический театр имени М. Ю. Лермонтова
2014
47. Д. Богославский «Тихий шорох уходящих шагов» Русский республиканский драматический театр имени М. Ю. Лермонтова
48. Ю. Тупикина «Ба» Красноярский драматический театр имени А. С. Пушкина
2015
49. В. Сигарев «Детектор лжи» Русский республиканский драматический театр имени М. Ю. Лермонтова
50. «Грибоедов. Горе от ума» (театральный урок) Русский республиканский драматический театр имени М. Ю. Лермонтова
51. «Вчера и сегодня Театра Лермонтова. 75 лет» (юбилейный спектакль) Русский республиканский драматический театр имени М. Ю. Лермонтова
52. Б. Шоу «Миллионерша» Камерный театр (Екатеринбург) Музея писателей Урала
53. А. Володин «С любимыми не расставайтесь» Русский республиканский драматический театр имени М. Ю. Лермонтова
2016
54. Ярослава Пулинович «Земля Эльзы» Красноярский драматический театр имени А. С. Пушкина
55. Александр Коровкин «Тётки» Прокопьевский драматический театр имени Ленинского комсомола
56. Игорь Муренко «Шутки в глухомани» Озёрский театр драмы и комедии «Наш дом»
2017
57. Василий Шкваркин «Чужой ребенок» Прокопьевский драматический театр имени Ленинского комсомола
2018
58. Александр Островский «Лес» Московский новый драматический театр
59. Олег Богаев «Марьино поле» Кировский областной драматический театр
2019
60. Антон Чехов «Вишнёвый сад» Кировский областной драматический театр
61. Дон Нигро «Страсти по Маддалене» Ульяновский драматический театр
2020
62. Ганна Слуцки «Мама» Кировский областной драматический театр
63. Владимир Гуркин «Кадриль» Ульяновский драматический театр
2021
64. Александр Островский «Гроза» Кировский областной драматический театр
65. Дидье Карон «Фальшивая нота» Кировский областной драматический театр
66. Торнтон Уайдлер «Наш городок» Кировский областной драматический театр
2022
67. Артур Миллер «Цена» Московский новый драматический театр